# Antun Marković
Antun Marković (Gnjilane, 4 luglio 1992) è un calciatore croato, portiere del Karlovac in prestito dallo Slaven Belupo.

## Carriera
Il 1º gennaio 2014 viene acquistato a titolo definitivo dalla squadra croata dello Slaven Belupo.